# Paul Tabori
Paul Tabori (Budapest, 5 agosto 1908 – Londra, 9 novembre 1974) è stato un giornalista, romanziere e parapsicologo ungherese, di origine ebraica.

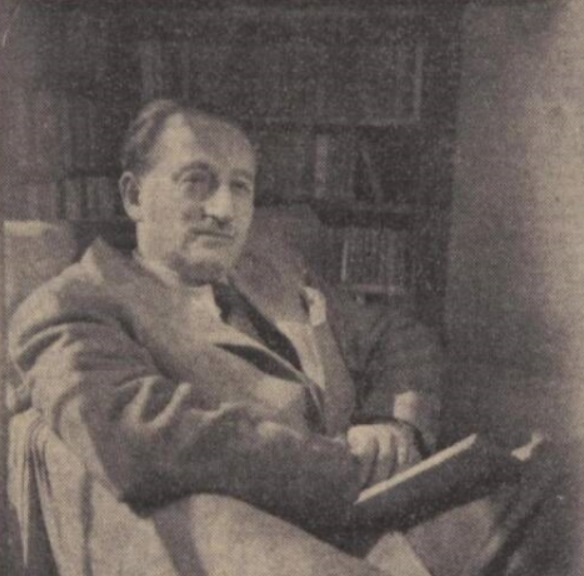
Lo scrittore Paul Tabori

Firmò numerose pubblicazioni con lo pseudonimo di Peter Stafford.

## Biografia
Studiò in Svizzera, Ungheria e Germania. Nel '38 si stabilì a Stafford Terrace, nei pressi di Kensington.

Il padre Cornelio morì ad Auschwitz nel '44, mentre la madre riuscì a rifugiarsi a Budapest. Laureatosi in Scienze Politiche ed Economiche all'Università Cattolica Pázmány Péter di Budapest, conseguì il dottorato alla Kaiser Friedrich Wilhelm University di Berlino.
Successivamente, lavorò come giornalista a Budapest e a Londra. Vicepresidente di The Ghost Club, una delle più antiche organizzazioni al mondo ad occuparsi di indagini nel campo dei fenomeni paranormali, fu il biografo e il curatore letterario di Harry Price.
Nel libro dal titolo The Art of Folly, pubblicato nel 1961, documentò le frodi di vari sedicenti medium. Lo scrittore britannico Stephen Potter (1900-1969) recensì il volume con queste parole: «ci fornisce uno dei migliori brevi resoconti che io abbia mai letto riguardo all'indagine scientifica delle affermazioni degli spiritisti e alle delusione di grandi uomini come Oliver Lodge e Conan Doyle».
Ghosts of Borley, dato alle stampe nel '73, si pronunciò positivamente in merito al'autenticità dei fenomeni registrati a Borley Rectory. Il ricercatore Trevor H. Hall (1900-1991), di orientamento scettico, accusò i due autori Tabori e Underwood di selezione opportunistica delle prove, ignorando le evidenze favorevoli alla tesi opposta. Secondo Hall i presunti fenomeni paranormali della canonica erano generati da cause naturali come scricchiolii prodotti dal movimento dei topi o dal volo dei pipistrelli in casa, mentre alcun i ragazzi del villaggio si sarebbero divertiti a lanciare sassi contro l'abitazione, e alcuni senza tetto vi avrebbero trovato un luogo comodo nel quale accendere fuochi per scaldarsi.
Piet Hein Hoebens e il sociologo Marcello Truzzi riesaminarono il testo di Crime and the Occult del 1974, relativo ad una serie di ricerche condotte nella Germania prebellica, concludendo che si trattava di casi riportati erroneamente.
Tabori morì il 9 novembre 1974, all'età di 66 anni.